# Prekmurska gibanica
Prekmurska gibanica je znana specialiteta (pecivo) prekmurske kuhinje. Postregla se je le ob svečanih priložnostih, saj izdelava gibanice zaradi sestavin ni bila poceni.
Sladica je zelo kalorična, saj je vsaka plast prelita z obilo sladke smetane, jajc in masla. Za sladico potrebujemo krhko (»podplat«) in vlečeno (»gübe«) testo in štiri vrste nadeva: skutin, makov, orehov in jabolčni nadev. Sladica je sestavljena iz 19 plasti, višina vsakega kosa mora biti med 5 in 7 cm, teža pa vsaj 170 gramov.